# Javontae Hawkins
Javontae Hawkins (Flint (Míchigan), 13 de noviembre de 1993) es un baloncestista estadounidense que actualmente forma parte de la plantilla de Merkezefendi Belediyesi de la BSL turca. Con 1,96 metros de estatura, juega en la posición de alero.

## Trayectoria deportiva
En su etapa universitaria formó parte dos temporadas de la South Florida Bulls, una temporada de Eastern Kentucky Colonels y otra de los Fordham Rams. Tras no ser elegido en el Draft de la NBA de 2017, se marchó a Finlandia para jugar en las filas del Vilpas Vikings durante la temporada 2017-18.
En verano de 2018, firma con el Holargos B.C. de la A1 Ethniki.
En julio de 2020, firma por el MHP Riesen Ludwigsburg de la Basketball Bundesliga, tras jugar la temporada anterior en el Crailsheim Merlins de la misma liga.
El 18 de julio de 2022 fichó por el Limoges CSP de la LNB Pro A.
El 1 de febrero de 2023 fichó de nuevo por el Telekom Baskets Bonn de la Bundesliga alemana de baloncesto y la Basketball Champions League.
El 3 de agosto de 2025 fichó por el Merkezefendi Belediyesi Denizli Basket de la Basketbol Süper Ligi (BSL) turca.